# Frits Copal
Frits Copal (25 april 1968) is een Nederlands voormalig profvoetballer die voor Willem II en voor NAC Breda uitkwam. Copal was semi-prof bij Willem II. Naast zijn voetbalcarrière werkte hij ook nog bij Destil. In 1988 maakte Copal de overstap naar Breda als onderdeel van een spelersruil tussen NAC en Willem II, waarbij Guus van der Borgt van NAC naar Tilburg kwam.